# Ny-København
Ny-København, Ny København eller Sankt Annæ By er en stor bydel i København, som opstod, da kong Christian IV fordoblede byen Københavns areal med en udvidelse mod øst. Bydelen afgrænses af Gothersgade, Bredgade, Store Kongensgade og Øster Voldgade. Bydelen blev saneret i 1940'erne og fremstår i dag som en overvejende modernistisk bydel. Navnet lever videre i Sankt Annæ Vester og Sankt Annæ Øster Kvarter (hovedsagelig Frederiksstaden) og i Sankt Annæ Plads.

## Anlæggelsen
Først blev Sankt Annæ Skanse anlagt ved indsejlingen til byen fra Øresund i 1627 og fremefter. Dernæst fik kongen omlagt Københavns Østervold, så den ikke længere fulgte Gothersgade, men gik fra Nørregade i forlængelse af Nørrevold til Sankt Annæ Skanse. Også arealerne uden for byen skulle beskyttes, og tre små skanser blev anlagt til dette formål: Ladegården, Ravnsborg og Vartov Skanse. De stod færdige i 1630, mens Østervold tog længere tid, forsinket af Torstensson-krigen.
Kongen etablerede i 1647 en fæstningsadministration og under ledelse af rigsråd Axel Urup, fra 1656 Henning Quitzou, blev den ny Østervold færdiggjort under ledelse af to kompetente militæringeniører Georg Hoffmann og Peter Bysser. Bortset fra enkelte detaljer var volden færdigbygget, da Svenskekrigene i 1658 brød ud.
1631-41 blev Nyboder anlagt på det nye, areal, hvor Rosenborg Slot stort set var den eneste bygning. Lystslottet var blevet anlagt fra 1606 og frem uden for byen (og havde derfor sin egen fæstning), men blev nu et slot i byen. Det væsentligste monument i den ny by skulle være rundkirken Sankt Anna Rotunda, som imidlertid aldrig blev bygget færdig.
Ny-København var det første væsentlige eksempel på byplanlægning i Danmark i stor skala. Med sine gader i skakbrætmønster adskiller gadenettet i bydelen sig markant fra Middelalderbyens gader anlagt efter behov og tilfældighed. De skrå gader i Nyboder vidner om, at man oprindeligt arbejdede med en stjerneformet byplan med koncentriske gadeforløb, der udgik fra en central plads. Efter at pladsen blev opgivet, blev også de skrå gadeforløb opgivet. Det antages, at ingeniøren og arkitekten Hans van Steenwinckel den yngre var ansvarlig for planerne, men at kongen også spillede en væsentlig rolle.
Byplanlægningen bevirkede også, at Gothersgade blev anlagt efter lineal, og at der på en vestlige side opstod nye gader såsom Tornebuskegade og Rosenborggade.

## Bebyggelsen
Under Christian IV var Sankt Annæ By det gængse navn, mens Ny-København som navn opstod under Frederik III. Der blev i 1649 udarbejdet en detaljeret plan til bebyggelse af Ny-København; man nåede dog ikke stort længere end til gadernes afstikning, inden Svenskekrigene brød ud. I 1654 beskrev Jens Lauridsen Wolf, at den ny Østervold var færdig, og at Ny-København på dette tidspunkt havde fået sine privilegier.
Først efter svenskekrigene kom der for alvor gang i byggeriet i den nye bydel. Fra 1670 og frem gav Christian V ofte skattefrihed til borgerne i bydelen for at opmuntre til byggeri. Det var da også især i de sidste fire årtier af 1600-tallet, at bydelen blev bebygget. Der var typisk tale om bindingsværkshuse.
Bydelen undslap begge Københavns brande i 1728 og 1795.

## Senere skæbne
Meget få oprindelige huse eksisterer i dag i Ny-København, fordi en omfattende sanering i 1940'erne fjernede stort set alle kvarterets beboelsesbygninger (med undtagelse af Nyboder, der blev fredet i 1944 for at redde kvarteret fra nedrivning). Kvarteret havde på det tidspunkt udviklet sig til det værste slumområde i København.
Planen for saneringen i Adelgade-Borgergade-kvarteret blev vedtaget i Københavns Borgerrepræsentation 26. februar 1942 med hjemmel i Saneringsloven fra 1939, og nedrivningen begyndte 26. juni. På grund af besættelsestidens ressourceknaphed udstedte Handelsministeriet den 28. august forbud mod yderligere nedrivning. 
31. maj 1943 blev Lov om boligtilsyn og sanering af usunde bydele vedtaget, og i 1944 blev nedrivningen genoptaget.
Bebyggelsen af området tog mange år og først omkring 1960 var det udbygget med modernistiske bygninger.
Et af husene fra Ny-København, Møntmestergården fra 1683, findes nu i Den Gamle By.